# Braden Gellenthien
Braden Gellenthien (né le 26 avril 1986) est un archer américain. Il a remporté de nombreuses médailles aux championnats du monde autant en intérieur qu'en extérieur.

## Biographie
Gellenthien commence le tir à l'arc en 1996. Ses premières compétitions internationales ont lieu en 2002. En 2003, il remporte ses deux premières médailles d'une longue série lors de championnats du monde.
Il est l'époux de l'archère danoise Tanja Jensen.

## Palmarès
- Championnats du monde[1]
  -  Médaille de bronze à l'épreuve individuelle homme aux championnats du monde 2003 à New York.
  -  Médaille d'or à l'épreuve par équipe homme aux championnats du monde 2003 à New York (avec Dave Cousins et Dee Wilde).
  -  Médaille d'or à l'épreuve par équipe homme aux championnats du monde 2005 à Madrid (avec Dave Cousins et Kevin Polish).
  -  Médaille d'argent à l'épreuve individuelle homme aux championnats du monde 2007 à Leipzig.
  -  Médaille d'or à l'épreuve par équipe homme aux championnats du monde 2007 à Leipzig (avec Reo Wilde et Rodger Willet Jr.).
  -  Médaille d'or à l'épreuve par équipe homme aux championnats du monde 2009 à Ulsan (avec Dave Cousins et Reo Wilde).
  -  Médaille d'or à l'épreuve par équipe homme aux championnats du monde 2011 à Turin (avec Jesse Broadwater et Reo Wilde).
  -  Médaille d'or à l'épreuve par équipe homme aux championnats du monde 2017 à Mexico (avec Kristofer Schaff et Steve Anderson).

- Championnats du monde en salle[1]
  -  Médaille d'or à l'épreuve individuelle homme aux championnats du monde en salle 2007 à Izmir.
  -  Médaille d'or à l'épreuve par équipe homme aux championnats du monde en salle 2012 à Las Vegas (avec Jimmy Butts et Reo Wilde).
  -  Médaille d'or à l'épreuve par équipe homme aux championnats du monde en salle 2014 à Nîmes (avec Jesse Broadwater et Reo Wilde).

- Coupe du monde[1]
  -  Médaille d'or à l'épreuve par équipe homme à la coupe du monde 2007 de Varese.
  -  Médaille d'or à l'épreuve individuelle homme à la coupe du monde 2007 de Varese.
  -  Médaille d'argent à l'épreuve individuelle homme à la coupe du monde 2007 de Antalya.
  -  Médaille de bronze à l'épreuve individuelle homme à la coupe du monde 2007 de Douvres.
  -  Médaille d'or à l'épreuve par équipe homme à la coupe du monde 2007 de Douvres.
  -  2e à la Coupe du monde de l'épreuve individuelle homme à la coupe du monde 2007 à Dubaï.
  -  Médaille d'or à l'épreuve par équipe homme à la coupe du monde 2008 de Saint-Domingue.
  -  Médaille d'argent à l'épreuve par équipe homme à la coupe du monde 2008 de Antalya.
  -  Médaille d'or à l'épreuve par équipe homme à la coupe du monde 2009 de Saint-Domingue.
  -  Médaille d'or à l'épreuve individuelle homme à la coupe du monde 2009 de Saint-Domingue.
  -  Médaille d'argent à l'épreuve individuelle homme à la coupe du monde 2009 de Antalya.
  -  2e à la Coupe du monde de l'épreuve individuelle homme à la coupe du monde 2009 à Copenhague.
  -  Médaille d'or à l'épreuve par équipe homme à la coupe du monde 2010 de Porec.
  -  Médaille d'argent à l'épreuve par équipe homme à la coupe du monde 2010 de Antalya.
  -  Médaille d'argent à l'épreuve individuelle homme à la coupe du monde 2010 de Antalya.
  -  Médaille d'or à l'épreuve par équipe homme à la coupe du monde 2010 de Ogden.
  -  Médaille d'or à l'épreuve individuelle homme à la coupe du monde 2010 de Ogden.
  -  Médaille de bronze à l'épreuve par équipe homme à la coupe du monde 2010 de Shanghai.
  -  2e à la Coupe du monde de l'épreuve individuelle homme à la coupe du monde 2010 à Édimbourg.
  -  Médaille d'or à l'épreuve par équipe homme à la coupe du monde 2011 de Porec.
  -  Médaille d'or à l'épreuve par équipe mixte à la coupe du monde 2011 de Antalya.
  -  Médaille d'or à l'épreuve par équipe homme à la coupe du monde 2011 de Antalya.
  -  Médaille d'or à l'épreuve par équipe homme à la coupe du monde 2011 de Ogden.
  -  Médaille d'or à l'épreuve par équipe mixte à la coupe du monde 2011 de Ogden.
  -  Médaille d'argent à l'épreuve individuelle homme à la coupe du monde 2011 de Ogden.
  -  Médaille d'or à l'épreuve par équipe homme à la coupe du monde 2011 de Shanghai.
  -  Médaille d'or à l'épreuve par équipe homme à la coupe du monde 2012 de Shanghai.
  -  Médaille d'argent à l'épreuve individuelle homme à la coupe du monde 2012 de Antalya.
  -  Médaille d'or à l'épreuve par équipe homme à la coupe du monde 2012 de Antalya.
  -  Médaille d'or à l'épreuve par équipe homme à la coupe du monde 2012 de Ogden.
  -  Coupe du monde de l'épreuve individuelle homme à la coupe du monde 2012 à Tokyo.
  -  Médaille d'or à l'épreuve par équipe homme à la coupe du monde 2013 de Shanghai.
  -  Médaille d'or à l'épreuve par équipe mixte à la coupe du monde 2013 de Shanghai.
  -  Médaille d'or à l'épreuve individuelle homme à la coupe du monde 2013 de Shanghai.
  -  Médaille d'argent à l'épreuve par équipe homme à la coupe du monde 2013 de Antalya.
  -  Médaille d'argent à l'épreuve par équipe homme à la coupe du monde 2013 de Medellín.
  -  Médaille d'argent à l'épreuve individuelle homme à la coupe du monde 2013 de Medellín.
  -  Médaille d'or à l'épreuve par équipe homme à la coupe du monde 2013 de Wrocław.
  -  Médaille d'or à l'épreuve par équipe mixte à la coupe du monde 2013 de Wrocław.
  -  2e à la Coupe du monde de l'épreuve individuelle homme à la coupe du monde 2013 à Paris.
  -  Médaille d'or à l'épreuve par équipe homme à la coupe du monde 2014 de Shanghai.
  -  Médaille d'or à l'épreuve par équipe homme à la coupe du monde 2014 de Medellín.
  -  Médaille d'argent à l'épreuve par équipe homme à la coupe du monde 2014 de Antalya.
  -  Médaille d'or à l'épreuve par équipe mixte à la coupe du monde 2014 de Wrocław.
  -  Médaille de bronze à l'épreuve par équipe mixte à la coupe du monde 2015 de Wrocław.
  -  Médaille d'argent à l'épreuve par équipe homme à la coupe du monde 2015 de Wrocław.
  -  Médaille d'or à l'épreuve par équipe homme à la coupe du monde 2015 de Medellín.
  -  Médaille d'or à l'épreuve par équipe homme à la coupe du monde 2016 de Medellín.
  -  Médaille d'or à l'épreuve par équipe homme à la coupe du monde 2016 de Antalya.
  -  Médaille de bronze à l'épreuve par équipe homme à la coupe du monde 2017 de Shanghai.
  -  Médaille de bronze à l'épreuve individuelle homme à la coupe du monde 2017 de Antalya.
  -  Médaille d'argent à l'épreuve par équipe homme à la coupe du monde 2017 de Shanghai.
  -  Médaille de bronze à l'épreuve individuelle homme à la coupe du monde 2017 de Berlin.
  -  Médaille d'or à l'épreuve par équipe homme à la coupe du monde 2017 de Berlin.
  -  Médaille d'or à l'épreuve par équipe mixte à la coupe du monde 2017 de Berlin.
  -  Coupe du monde de l'épreuve individuelle homme à la coupe du monde 2017 à Rome.
  -  Médaille de bronze à l'épreuve individuelle homme à la coupe du monde 2018 de Shanghai.
  -  Médaille d'or à l'épreuve par équipe homme à la coupe du monde 2018 de Shanghai.
  -  Médaille de bronze à l'épreuve individuelle homme à la coupe du monde 2018 de Antalya.
  -  Médaille d'argent à l'épreuve par équipe homme à la coupe du monde 2018 de Antalya.

- Coupe du monde en salle[1]
  -  2e à la Coupe du monde de l'épreuve individuelle homme à la coupe du monde en salle 2011 à Las Vegas.
  -  Médaille de bronze à l'épreuve individuelle homme à la coupe du monde en salle 2015 de Marrakech.
  -  Médaille d'or à l'épreuve individuelle homme à la coupe du monde en salle 2015 de Nîmes.
  -  Médaille d'or à l'épreuve individuelle homme à la coupe du monde en salle 2017 de Marrakech.
  -  3e à la Coupe du monde de l'épreuve individuelle homme à la coupe du monde en salle 2017 à Las Vegas.